# عين ملاحة

## موقع الجغرافي
تقع عين الملاحة في فلسطين بالقرب من حوض بحيرة الحولة في منطقة غور الأردن، و يمر فيها نبع ماء يحمل اسم عين ملاحة، و القرية كبيرة المساحة تبلغ مساحتها (2000م)، و بعد أجرى التنقيب الأثري تم الكشف عن ثلاثة سويات أثرية تعود إلى الثقافة النطوفية.

## عمارة المساكن
قام إنسان عين ملاحة على بناء بيوت متقنة الصنع، دائرية الشكل يتراوح أبعادها (5-8م)، و كانت الأساسات من الحجر و الجدران مبنية من الطين و أما السقف من الخشب و الأرضية مرصوفة من الحجارة.
و في وسط البيت موقد للنار، كما تم العثور على مخازن للحبوب محفورة في الأرض و تم طلي الجدران بالطين القاسي.

## الأدوات
تم العثور على أدوات زراعية و حجرية و منها مناجل و أدوات عظمية كالمخارز و الإبر و خطاطيف صيد الأسماك.

## الفنون
ظهرت على لوحتان من الحجر، نحت عليها رأس إنسان مشوه الملامح، و بعض المقابض العظمية تحمل أشارات لرموز أما شكل رؤوس الغزلان أو أشكال حيوانات أخرى، و أواني حجرية تحمل حزوز زخرفيه، أضافه إلى أدوات الزينة و خرز و أصداف، و تم العثور على دمية بلا رأس و بدون أطراف ( محيسن2001: 211).

## طعامهم
عاشوا على التقاط القمح و الشعير البري، و صيد الثيران و الخنازير و الغزلان و الطيور (محيسن2001: 204- 206).
دجنة الكلب في عين الملاحة و تم الكشف عن قبر لكلب في موقع، مدفون بعناية فائقة.
و من خلال البقايا النباتية في موقع عين الملاحة تبين أن المناخ أصبح جاف و أدى ذلك إلى تحول الغطاء النباتي و الحيواني فيها (كفافي1990: 114).